# Zine el-Abidine Souissi
Pour les articles homonymes, voir Abidine.
Zine el-Abidine Souissi, né le 10 juillet 1984 à Korba, est un footballeur tunisien qui évolue au poste de milieu défensif.
Il est convoqué pour la première fois en équipe nationale par l'entraîneur Humberto Coelho pour un match amical disputé le 28 mai 2009 contre le Soudan.

## Carrière
- avant 2008 : Club sportif de Korba
- 2008-2011 : Espérance sportive de Tunis
- 2011-janv. 2011 : Avenir sportif de La Marsa
- janv. 2011-2012 : Espérance sportive de Tunis
- 2012 : Club sportif sfaxien
- 2013-2015 : Stade gabésien
- 2015-2018 : Grombalia Sports

## Palmarès
- Ligue des champions de la CAF : 2011
- Coupe nord-africaine des vainqueurs de coupe : 2009
- Ligue des champions arabes : 2009
- Championnat de Tunisie : 2009, 2010
- Coupe de Tunisie : 2008